# Parco naturale regionale di Montemarcello-Magra-Vara
Il parco naturale regionale di Montemarcello-Magra-Vara è un'area naturale protetta della Regione Liguria, nella provincia della Spezia, e comprende il promontorio del Caprione, il basso corso del fiume Magra e il basso e medio corso del fiume Vara, suo principale affluente.
Nell'area del Parco si trovano molti sentieri escursionistici ed è attraversato dall'Alta Via dei Monti Liguri, dal Sentiero Liguria e dall'Alta Via del Golfo.
Il Parco è dotato di un sistema di gestione ambientale certificato secondo la norma UNI EN ISO 14001:2004

## Provvedimenti istitutivi
L'area protetta è stata istituita nel 1995 con la Legge Regionale nº 12, in materia di riordino delle aree protette della Regione Liguria, dall'unione del Parco fluviale della Magra con l'Area protetta di Montemarcello; il primo era stato istituito con la Legge Regionale nº 43 del 19 novembre 1982, il secondo con legge nº 12 del 18 marzo 1985.

## Il territorio
Il Parco di Montemarcello-Magra-Vara comprende un'area vasta di 4.320,80 ettari d'estensione e si trova al confine tra Liguria e Toscana.
Il mare e la costa con borghi marinari di forte attrattiva e spiagge lasciano il posto alla val di Magra con le sue zone umide ricche di biodiversità e nell’entroterra alle verdi colline della val di Vara. Oltre all'area fluviale, di grande pregio naturalistico e storico-culturale è il promontorio del Caprione, ideale punto di partenza per molte escursioni.
Ma il parco non è solo un insieme di paesaggi unici, è anche un laboratorio di progetti "certificati" di conservazione e riqualificazione ambientale che ruotano sull'area umida dei Bozi di Sarzana e sull'Orto botanico di Montemarcello.

## I comuni

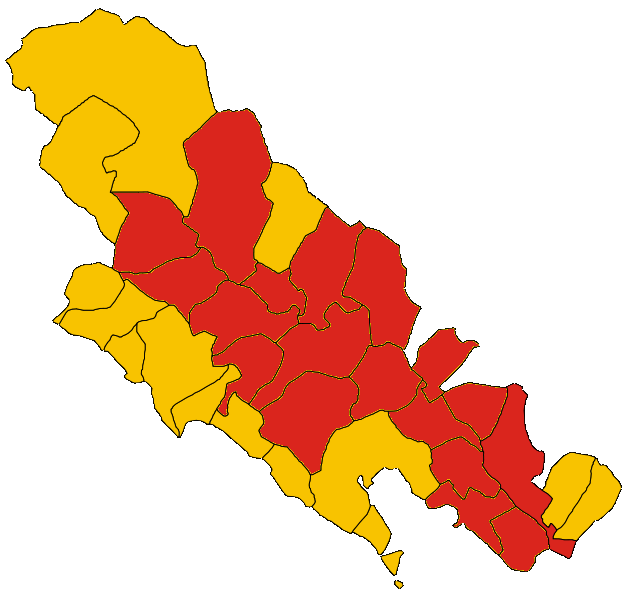
I comuni del parco

Include un territorio ricco di valenze naturali, storiche e culturali, attraversando i confini di ben 18 comuni: Ameglia, Arcola, Beverino, Bolano, Borghetto di Vara, Brugnato, Calice al Cornoviglio, Carro, Carrodano, Follo, Lerici, Pignone, Riccò del Golfo di Spezia, Rocchetta di Vara, Santo Stefano di Magra, Sarzana, Sesta Godano e Vezzano Ligure.

## Geologia
La geologia del bacino del fiume Magra, ampio circa 1964 km², è molto complessa. Per comprendere la varietà di rocce attraversate dai corsi del Vara e della Magra si possono osservare il diverso aspetto dei ciottoli trasportati dalla corrente del fiume e depositati sulle sponde fluviali. Si scoprono così le arenarie, composte da piccoli granuli sabbia cementati assieme e che costituiscono gli altorilievi del monte Gottero e del monte Civolaro, le serpentine, rocce vulcaniche di colore verde scuro, molto diffuse nella val di Vara ed inoltre i rossi diaspri, i calcari, le marne ecc.
Particolarmente interessante è la serie geologica di Punta Bianca, l’estremità meridionale del promontorio del Caprione. Il toponimo "Punta Bianca" è dovuto alla presenza di uno spesso strato di calcare bianco, utilizzato per la sua bellezza già in epoca romana. Nei pressi di Punta Bianca affiorano le rocce più antiche della provincia della Spezia (450-350 milioni di anni fa), formate da antiche argille che hanno subito, nel tempo, un processo metamorfico.

## Vegetazione e flora
L’area fluviale è caratterizzata da una ricca vegetazione ripariale a salici che svolge una importante opera stabilizzatrice del substrato alluvionale. I più diffusi sono il salice bianco (Salix alba), il salice rosso (Salix purpurea) e il salice ripaiolo (Salix eleagnos), meno comuni il salice da ceste (Salix triandra) e l'endemico salice dell’Appennino (Salix apennina).

Nella fascia più arretrata e lontana dalla corrente principale, su depositi limoso-sabbiosi, si sviluppano formazioni boschive più evolute caratterizzate da ontano nero (Alnus glutinosa), pioppo nero (Populos nigra), pioppo bianco (Populus alba) e salici arborei. Tra le specie sommerse di acque stagnanti troviamo il sempre più raro millefoglio d’acqua comune (Myriophyllum spicatum), il ceratofillo comune (Ceratophyllum demersum) e varie specie di brasca, sulle sponde lungo le rive dei corsi d’acqua e dei canali troviamo canneti a cannuccia di palude (Phragmites australis) e formazioni di lisca maggiore (Typha latifolia) o lisca a foglie strette (Typha angustifolia) mentre sui greti fluviali piante erbacee come l’inula viscosa (Cupulia viscosa).

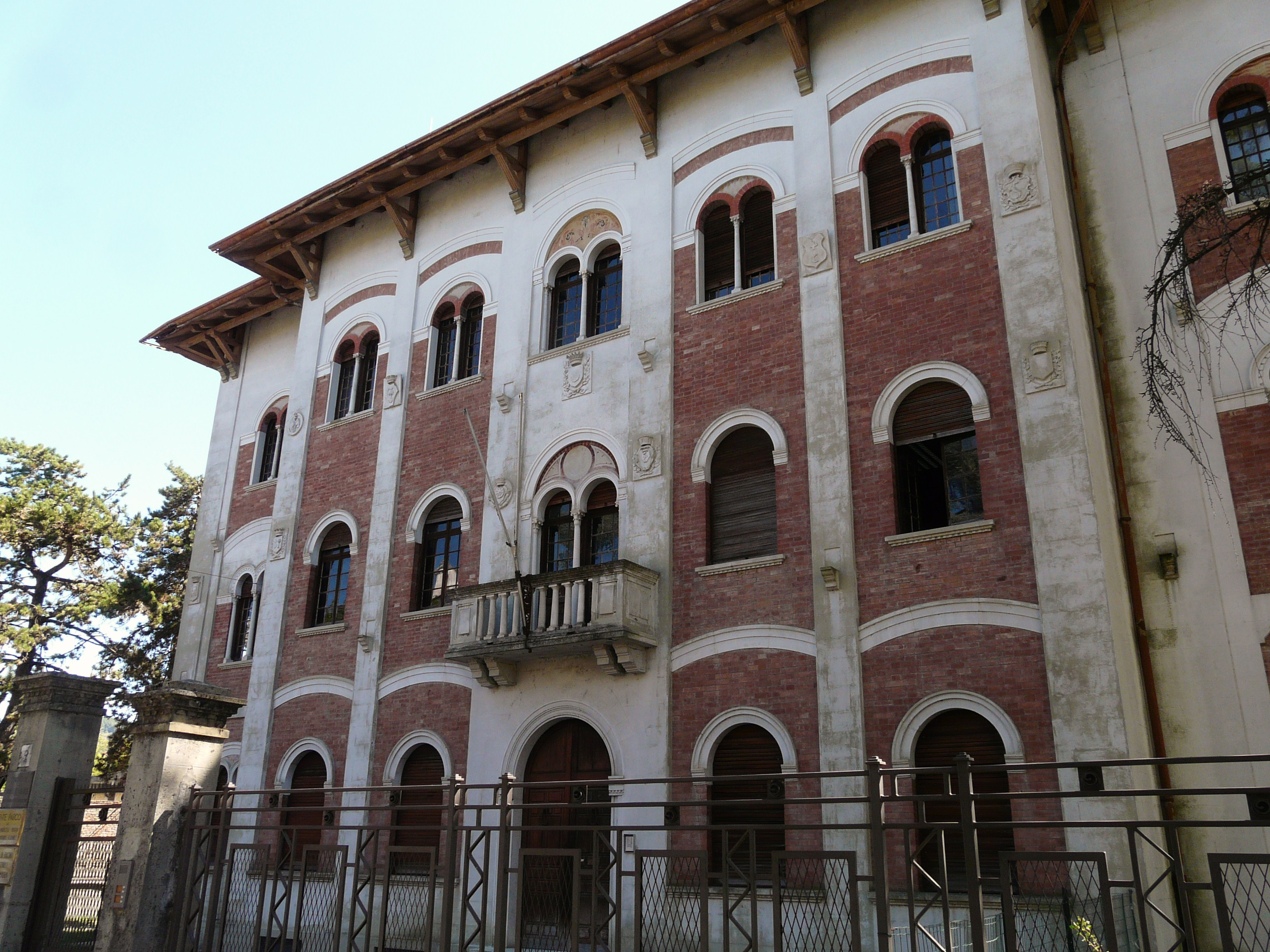
La sede dell'Ente Parco a Sarzana

Si possono poi ammirare diversi altri ambienti: dalle pinete di pini marittimi (Pinus pinaster) con eriche, ai cui margini crescono il ginepro coccolone (Juniperus oxycedrus) e il terebinto (Pistacia terebintus), ai boschetti di leccio (Quercus ilex). Non mancano prati, ginestre (Spartium junceum) e grandi cespugli di ampelodesma (Ampelodesmos mauritanicus) che crescono in mezzo a formazioni rocciose calcaree.
Il Promontrorio del Caprione presenta sui due versanti delle colline una differenza nella copertura vegetale dovuta all’esposizione, ai venti e all’influenza del mare o del fiume. Il versante sul fiume Magra è caratterizzato da pinete di pino marittimo, nelle colline di Bocca di Magra, e dal bosco misto di caducifoglie (cerro, roverella, carpino nero ecc.). Sul versante a mare, troviamo estese pinete di pino d’Aleppo (Pinus halepensis) e altre tipiche formazioni mediterranee: il bosco di leccio, di cui rimangono solo piccoli lembi, la macchia, formata da un insieme intricato di arbusti e liane sempreverdi e la gariga, composta da bassi arbusti ed erbe e ricca di specie aromatiche.
Il paesaggio vegetale è infine caratterizzato da vaste aree occupate dagli antichi oliveti terrazzati che ricoprono vaste aree del Caprione, soprattutto lungo il versante a mare ma anche nelle colline intorno ad Ameglia. La produzione di olio è stata una delle principali fonti di guadagno per la popolazione locale fino agli anni cinquanta del Novecento, ma in seguito molte colture di questo tipo sono state abbandonate a cominciare dagli oliveti più impervi, provocando un progressivo deperimento delle piante e un deterioramento dei muretti a secco. In primavera negli oliveti fioriscono anemoni, orchidee e in estate papaveri e gladioli oltre a numerose erbe.
La flora di pregio del parco fluviale è costituita soprattutto da piante acquatiche e palustri, sempre più rare a livello nazionale a causa delle opere di bonifica. Tra le piante di maggiore interesse citiamo, per esempio, il Millefoglio d’acqua (Myriophyllum spicatum), il Coltellaccio (Sparganium erectum), la Lisca maggiore (Typha latifolia) e la Lisca a foglie strette(Typha angustifolia).
Il promontorio del Caprione, per le differenti condizioni climatiche cui è soggetto, è caratterizzato dalla presenza di una ricca flora mediterranea. Numerose sono le sclerofille sempreverdi, piante dalle foglie spesse e coriacee, come per esempio leccio (Quercus ilex), corbezzolo (Arbutus unedo), alaterno (Rhamnus alaternus), lentisco (Pistacia lentiscus) e mirto (Myrtus communis).
Vi sono poi specie protette in Liguria (L.R. 30/1/84 n.9) tra cui l’iris nano (Iris lutescens), il narciso tazetta (Narcissus tarzetta), e numerose orchidee selvatiche.
Particolarmente importante è la presenza del cisto bianco (Cistus albidus), arbusto dalle vistose fioriture, che sul Caprione si trova al limite orientale della sua area di distribuzione ed è uno dei simboli del parco.
Per la sua biodiversità. il parco è stato inserito all'interno della Rete Natura 2000 dell'Unione Europea.

## Fauna
La valle del fiume Magra rappresenta un’importante via migratoria per l’avifauna legata agli ambienti acquatici. Avvicinandoci al fiume è possibile distinguere il caratteristico canto dell’usignolo di fiume (Cettia cetti), tipico abitante dei canneti. Sul greto fluviale non è difficile osservare la garzetta (Egretta garzetta) e l’airone cenerino (Ardea cinerea) mentre le acque tranquille dei laghetti perifluviali ospitano numerose anatre migratrici (Anas). Dove le acque dei fiumi Vara e Magra scorrono più lente, si può osservare il martin pescatore (Alcedo atthis) appoggiato sui rami più bassi dei salici vicini all’acqua, pronto a tuffarsi per catturare piccoli pesci o insetti. La foce del fiume Magra nei pressi di Fiumaretta e Bocca di Magra è invece un’area di particolare interesse per osservare gabbiani reali (Larus argentatus) e comuni (Larus Ridibundus), marangoni dal ciuffo (Phalacrocorax aristotelis desmarestii) e sterne beccapesci (Sterna sandvicensis), mentre il tratto di mare antistante la foce è meta di tuffetti (Tachybaptus ruficollis), smerghi (Mergus), svassi (Podiceps cristatus), orchi (Melanitta fusca) e orchetti marini (Melanitta nigra) oltre che cormorani (Phalacrocorax carbo) ed edredoni (Somateria mollissima).
Anche gli ambienti artificiali, come i frantoi di inerti presenti lungo il corso del fiume, ospitano specie importanti quali il gruccione (Merops apiaster) e il topino (Riparia riparia). Nella piana di Marinella è presente anche l’airone guardabuoi (Bubulcus ibis).
L’avifauna del promontorio del Caprione comprende le specie che vivono nella zona costiera come il corvo imperiale (Corvus corax) e il gheppio (Falco tinnunculus) e gli abitanti della macchia come l’occhiocotto (Sylvia melanocephala), la capinera (Sylvia atricapilla) e il cardellino (Carduelis carduelis). Importante è la presenza di numerosi rapaci notturni come l’allocco (Strix aluco), la civetta (Athene noctua), l’assiolo (Otus scops) e il barbagianni (Tyto alba). Tra i rapaci diurni troviamo la poiana (Buteo buteo) e lo sparviere (Accipiter nisus). Nel Parco, la fauna minore (anfibi, rettili, invertebrati d ’acqua dolce) gioca un importante ruolo per la conservazione della biodiversità e per il mantenimento degli equilibri biologici dell’ambiente naturale, come per esempio corsi d’acqua, aree umide e grotte carsiche. Nel complesso la fauna ittica del bacino Magra-Vara è molto varia e sono state censite 39 specie. Di queste, 15 vivono nelle acque del fiume Vara (13 autoctone, come la trota fario (Salmo trutta) e due immesse per scopi alieutici).
Di recente è stata individuata la lampreda di mare (Petromyzon marinus), quasi estinta nelle acque interne. Il comprensorio Magra-Vara risulta l’unico sito certo in Italia per la riproduzione di questo pesce.
Tra i crostacei da segnalare la presenza del granchio d’acqua dolce (Potamon fluviatile). Tra gli anfibi le specie più minacciate a livello regionale sono il raro ululone appenninico dal ventre giallo (Bombina variegata pachypus), il rospo smeraldino (Bufo viridis), il tritone crestato (Triturus carnifex) e la raganella comune (Hyla arborea), oltre alla rana temporaria (Rana temporaria), rara in provincia della Spezia, alla salamandrina dagli occhiali (Salamandrina terdigitata), alla rana appenninica (Rana italica) e alla salamandra pezzata (Salamandra salamandra), la cui presenza è da considerare di particolare pregio. Presente anche il tritone alpestre (Triturus alpestris). Negli ambienti carsici e nelle grotte di Pignone e Riccò del Golfo troviamo il geotritone (Speleomantes ambrosii).
Tra i rettili invece ci sono il geco comune (Tarantola mauritanica), la lucertola (Podarcis muralis), l’orbettino italiano (Anguis veronensis) e il biacco (Coluber viridiflavus). Sul promontorio del Caprione sono presenti anche il ramarro (Lacerta viridis) e la natrice dal collare (Natrix natrix).
Sul Caprione i mammiferi sono rappresentati da carnivori quali la volpe (Vulpes vulpes), la faina (Martes foina), la donnola (Mustela nivalis), il tasso (Meles meles), da insettivori quali il riccio (Erinaceus europaeus) e la talpa (Talpa europaea) e da roditori come lo scoiattolo (Sciurus vulgaris), il topo quercino (Eliomys quercinus), il ghiro (Glis glis) e il moscardino (Muscardinus avellanarius).
Negli ultimi anni ha avuto grande diffusione anche il cinghiale (Sus scrofa).
Tra i chirotteri si trovano il Rinolofo minore (Rhinolophus hipposideros), e l’euriale (Rhinolophus euryale), alcuni vespertilionidi tra cui il maggiore (Myotis myotis), il pipistrello nano (Pipistrellus pipistrellus), il serotino comune (Eptesicus serotinus) e la nottola (Nyctalus noctula).